# 뇌진탕
뇌진탕(腦震蕩, concussion)은 머리에 센 충격이 가해졌을 때 일시적으로 의식 장애를 일으키는 것이다. 고식적인 의미의 뇌진탕은 의식장애가 동반해야하며 이외에 두통, 이명 . 청력저하, 어지러움, 흐릿한 시야, 복시 등이며 감정조절에 문제가 생길 수도 있다. 최근 국내(대한민국)에서는 의식장애가 없이 외상 후 발생한 두통 등의 경미한 증상조차 뇌진탕 진단을 주고 있는데, 이것은 분쟁에 대한  의료인의 면피 목적의 진단이다. 뇌진탕은 뇌손상이 없지만 환자가 호소하는 주관적 증상이 있을 때 주는 진단이고, 기질적 뇌손상이 없기 때문에 중장기 합병증이나 사망을 야기하지 않으며 자연회복 된다. 중장기 합병증이나 장애가 남는다면 뇌진탕이 아닌 다른 뇌손상을 의심해 봐야한다.